# NGC 1052
NGC 1052 est une galaxie elliptique située dans la constellation de la Baleine. NGC 1052 a été découverte par l'astronome germano-britannique William Herschel en 1785.

## Caractéristiques
NGC 1052 est une galaxie active de type Seyfert 2 (Sy 2). C'est une radiogalaxie à spectre continu (Flat-Spectrum Radio Source) qui présente un jet émettant des ondes radios. Elle présente également une large raie HI. De plus, cMest une galaxie LINER, c'est-à-dire une galaxie dont le noyau présente un spectre d'émission caractérisé par de larges raies d'atomes faiblement ionisés.

### Distance
Sa vitesse par rapport au fond diffus cosmologique est de 1 271 ± 16 km/s ce qui correspond à une distance de Hubble de 18,8 ± 1,3 Mpc (∼61,3 millions d'al).
À ce jour, 21 mesures non basées sur le décalage vers le rouge (redshift) donnent une distance de 20,795 ± 6,818 Mpc (∼67,8 millions d'al), ce qui est à l'intérieur des valeurs de la distance de Hubble.

### Morphologie
NGC 1052 a été utilisée par Gérard de Vaucouleurs comme une galaxie de type morphologique E4 dans son atlas des galaxies,.

## Trou noir supermassif
Selon les auteurs d'un article publié en 2002, la masse du trou noir central de NGC 1052 est de 1,55 x 108{\displaystyle M_{\odot }} (108,19{\displaystyle M_{\odot }}).  
Basée sur la vitesse interne de la galaxie mesurée par le télescope spatial Hubble, la masse du trou noir supermassif au centre de la galaxie NGC 1052 serait comprise entre 94 et 360 millions de {\displaystyle M_{\odot }}.

## Groupe de NGC 1084

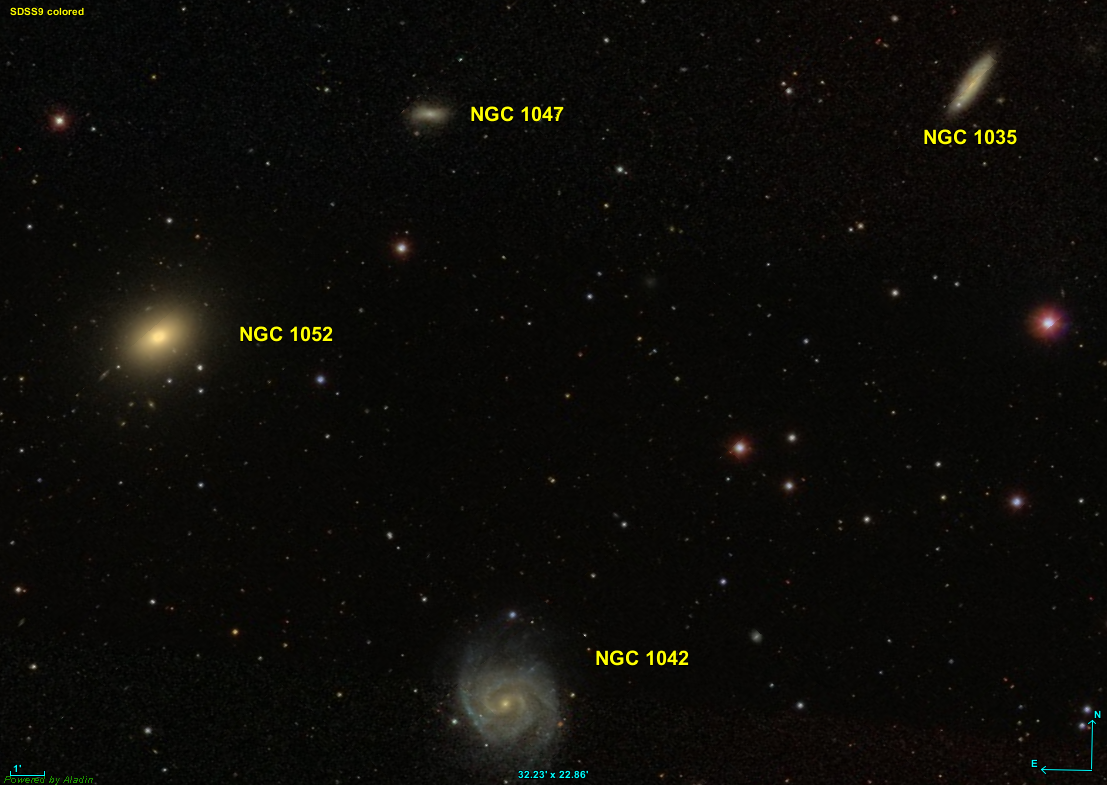
Les galaxies NGC 1035, NGC 1042, NGC 1047 et NGC 1052. (SDSS)

NGC 1052 appartient au groupe de NGC 1084 qui compte au moins 14 galaxies dont les galaxies du catalogue NGC suivantes : NGC 988, NGC 991, NGC 1022, NGC 1035, NGC 1042, NGC 1047, NGC 1051 (=NGC 961), NGC 1052, NGC 1084, NGC 1110, et NGC 1140. Toutes ces galaxies, sauf NGC 1047 et NGC 1140, sont aussi mentionnées dans une liste publiée sur le site « Un Atlas de L'Univers » de Richard Powell. Powell emploie toutefois le nom de groupe de NGC 1052. La base de données NASA/IPAC mentionne que NGC 1035, NGC 1042 et NGC 1052 font partie d'un triplet.